# Сиад Баре
Мохамед Сиад Баре (на сомалийски: Maxamed Siyaad Barre) е най-дълго управлявалият държавен глава на Сомалия.
Той ръководи страната от 1969 до 1991 г. Преди да стане държавен глава, той е бил висш военен командир в сомалийската армия със звание генерал-майор. По време на неговото управление народът го нарича „другаря Сиад“ (Jaalle Siyaad).

## Постъпване в армията
Сиад Баре е сирак без никакво образование. Постъпва в италианската колониална полиция. Там се научава да пише и да чете и продължава да учи усилено. Получава военно обучение в Италия. След независимостта на Сомалия Баре става заместник-главнокомандващ на сомалийската армия. През 1969 г. е извършен преврат и тогавашният президент Абдирашид Али Шермарке е свален от власт и убит. В последвалия период на анархия и политически вакуум Сиад Баре, вече практически върховен главнокомандващ на армията, завзема властта и става президент на 21 октомври 1969 г. – ден след погребението на Шермарке.

## Управление
Сиад Баре води лява, марксистка политика, повлиян от съветските военни по време на съвместни учения в началото на 1960-те години. През 1970 г. Сомалия е провъзгласена за социалистическа република. Значим негов принос за страната е въвеждането на сомалийския език като национален сред първите му задачи след встъпване в длъжност. Сомалийският става задължителен в училищата и се изписва с латинска азбука, тъй като не е имал собствена писменост. В резултат на това през периода 1970-1973 г. грамотността се повишава драстично – от едва 5% тя става 60%.
Баре пропагандира идеята за Велика Сомалия, според която всички етнически сомалийци трябва да живеят в обща държава. Това означава, че Джибути, Огаден и регионите, населени със сомалийци в Кения, трябва да бъдат присъединени към Сомалия. През 1977 г. Сомалия напада Етиопия. В началото военните действия са много успешни и цял Огаден попада под контрола на Могадишу. По-късно обаче етиопската армия преминава в контранастъпление и с помощта на кубински войници и помощи от СССР възстановява територията си. Така идеята за Велика Сомалия се проваля.

## Международни връзки
Първоначално правителството в Могадишу поддържа близки отношения със СССР. Заради стратегическото местоположение на страната Москва е наредила разполагането на военни бази и летища за съветската армия. На територията и в акваторията на Сомалия са разположени атомни бомбардировачи и голям брой войници на Съветската армия. Освен това Съветският съюз снабдява Сомалийската национална армия с модерно въоръжение и осигурява професионална подготовка на войниците. По-късно обаче руснаците решават да преместят базите си в Етиопия. Това се случва точно по време на войната между 2-те страни, която сомалийците губят. Сиад Баре прекратява дружеските споразумения със СССР и насочва политиката си към Запада. САЩ осигуряват силна подкрепа на Баре до края на Студената война. Вашингтон спира всички помощи за страната през 1989 г.

## Край на управлението
След като и Америка прекратява подкрепата си към правителството на Сиад Баре настъпва период на политическа нестабилност. Множеството кланове в страната започват ожесточена борба за власт, появяват се безредици. Баре дава разрешение на армията да започне бомбардировки по северната част на страната, където се сформира непризнатата република Сомалиленд. Бунтовническите групи опустошават страната, ограбват, избиват, измъчват и насилват местното население в централните и северните региони на страната. Въпреки намесата на военните Сиад Баре не е в състояние да спре нарастващия хаос. Отделните министри и служители на правителството, които са от различни кланове, отказват да изпълняват задълженията си.
Политическата система практически престава да функционира и единствените институции с власт са Армията и самият Сиад Баре. През 1991 започват ожесточени боеве в Могадишу. Вечерта на 26 януари 1991 Мохамед Сиад Баре е свален от власт. Властта поема военният лидер Али Мехди Мохамед, който управлява до ноември 1991 г., когато също е свален. Оттогава Сомалия е разкъсвана от схватки между кланове и бунтовнически групи.

## Последни години
След преврата Баре остава в Сомалия, като на 2 пъти се опитва да завземе отново Могадишу, но се проваля. След това бяга в Кения, но правителството не му позволява да остане. Заминава за Нигерия. Живее в Лагос до 2 януари 1995 г., когато умира от инфаркт. След неговото управление няма успешни опити за създаване на единно правителство.

## Цитати
- "Когато пристигнах в Могадишу... [там] имаше само 1 шосе, построено от италианците. Днес е модерен град с прекалено много пътища. Ако ме накарате да се оттегля, аз ще го направя..., но ще запомня хората, които претендират за демокрация и които ще върнат този град до състоянието, в което беше, когато дойдох на власт."[1]
- "Те [сомалийските политически емигранти] също са негодници. Не го казвам, защото ме критикуват, а защото вредят на Сомалия. В САЩ също има етиопски емигранти, критикуващи режима на Менгисту. Но в същото време те казват: „Дайте храна на гладуващите етиопци“. Докато сомалийските емигранти казват „Спрете помощите за Сомалия, защото Сиад Баре е лош човек“. Разбирате ли разликата ?"
- „Колкото по-интелигентен е човек, толкова повече вреди може да стори, ако пожелае“. (обяснявайки защо е поставил под домашен арест опозиционните лидери, заговорничели срещу правителството)
- „С нашата Революция ние вярваме, че сме разчупили оковите на консуматорската икономика, основаваща се на вноса, и че вече можем сами да определяме съдбата си. И за да се реализират интересите на сомалийския народ, по-добрият живот и пълното развитие на неговите вдъхновения, тържествено обявяваме Сомалия за социалистическа страна.“ (20 октомври 1970)
- „Ще елиминираме корупцията, непотизма и племенното разделение. Именно чрез деленето на племена чужденците успяха да ни превземат.“